# 大卡洛区
大卡洛区（匈牙利語：Nagykállói járás），是匈牙利索博尔奇-索特马尔-拜赖格州的一个区，总面积377.36平方公里，总人口30,403人（2011年），人口密度81人/平方公里。中心城市为大卡洛。

## 市镇
大卡洛区包含两个城镇、一个大村和5个村庄。